# Vestfirðir
Les Vestfirðir, littéralement « les fjords de l'Ouest », est l'une des huit régions de l'Islande, correspondant à la péninsule nord-ouest. Son chef-lieu est situé à Ísafjörður, qui est la plus grande ville de la région avec une population d'un peu moins de 3 000 habitants. 

## Géographie
La péninsule est reliée au reste de l'Islande par l'isthme large de 7 km entre Gilsfjörður et Bitrufjörður. C’est une région escarpée composée de nombreux fjords. Les falaises situées à Látrabjarg sont les plus grandes falaises à oiseaux de l'Atlantique Nord, et son extrémité ouest, le Bjargtangar, est également le point le plus occidental de l'Islande. Le Drangajökull est le cinquième glacier d'Islande par sa superficie, mais il est le seul de la région.

## Économie
Le manque de basses terres plates rend cette région impropre à l'agriculture, mais de bons ports naturels dans de nombreux fjords et la proximité de zones de pêche, permettent cette activité, vitale pour l'économie locale.

## Démographie
La région est très peu peuplée avec un peu plus de 7 000 habitants au total, et doit faire face à une forte chute démographique. Alors que la population était en force décroissance durant le XXe siècle, on observe une légère augmentation à partir de la fin des années 2010. Cependant, la proportion par rapport à la totalité de l'Islande continue de décroître fortement, en étant divisé par 7 en l'espace d'un siècle.
| Année | Population | Pourcentage de la population islandaise |
| ----- | ---------- | --------------------------------------- |
| 1920  | 13 443     | 14,24 %                                 |
| 1930  | 13 133     | 12,09 %                                 |
| 1940  | 13 130     | 10,80 %                                 |
| 1950  | 11 300     | 7,83 %                                  |
| 1960  | 10 507     | 5,86 %                                  |
| 1970  | 10 050     | 4,91 %                                  |
| 1980  | 10 479     | 4,53 %                                  |
| 1990  | 9 798      | 3,80 %                                  |
| 2000  | 8 150      | 2,86 %                                  |
| 2011  | 7 135      | 2,24 %                                  |
| 2022  | 7 205      | 1,91 %                                  |

## Municipalités et principaux villages

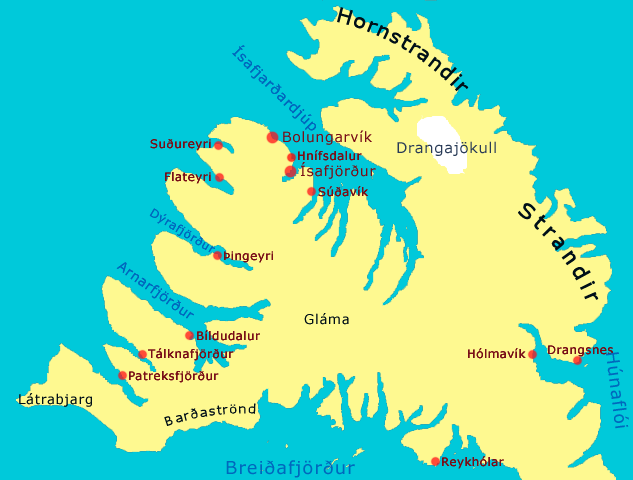
Carte de la région des Vestfirðir.

La région des Vestfirðir regroupe dix municipalités qui comptent, pour certaines d'entre elles, plusieurs villages.
- Árneshreppur
- Bolungarvíkurkaupstaður
- Bæjarhreppur
- Ísafjarðarbær
  - Flateyri
  - Hnífsdalur
  - Ísafjörður
  - Suðureyri
  - Þingeyri
- Kaldrananeshreppur
  - Drangsnes
- Reykhólahreppur
  - Reykhólar
- Strandabyggð
  - Hólmavík
- Súðavíkurhreppur
  - Súðavík
- Tálknafjarðarhreppur
  - Brjánslækur
  - Tálknafjörður
- Vesturbyggð
  - Bíldudalur
  - Patreksfjörður

## Comtés des Vestfirðir
Austur-Barðastrandarsýsla • Norður-Ísafjarðarsýsla • Strandasýsla • Vestur-Barðastrandarsýsla • Vestur-Ísafjarðarsýsla

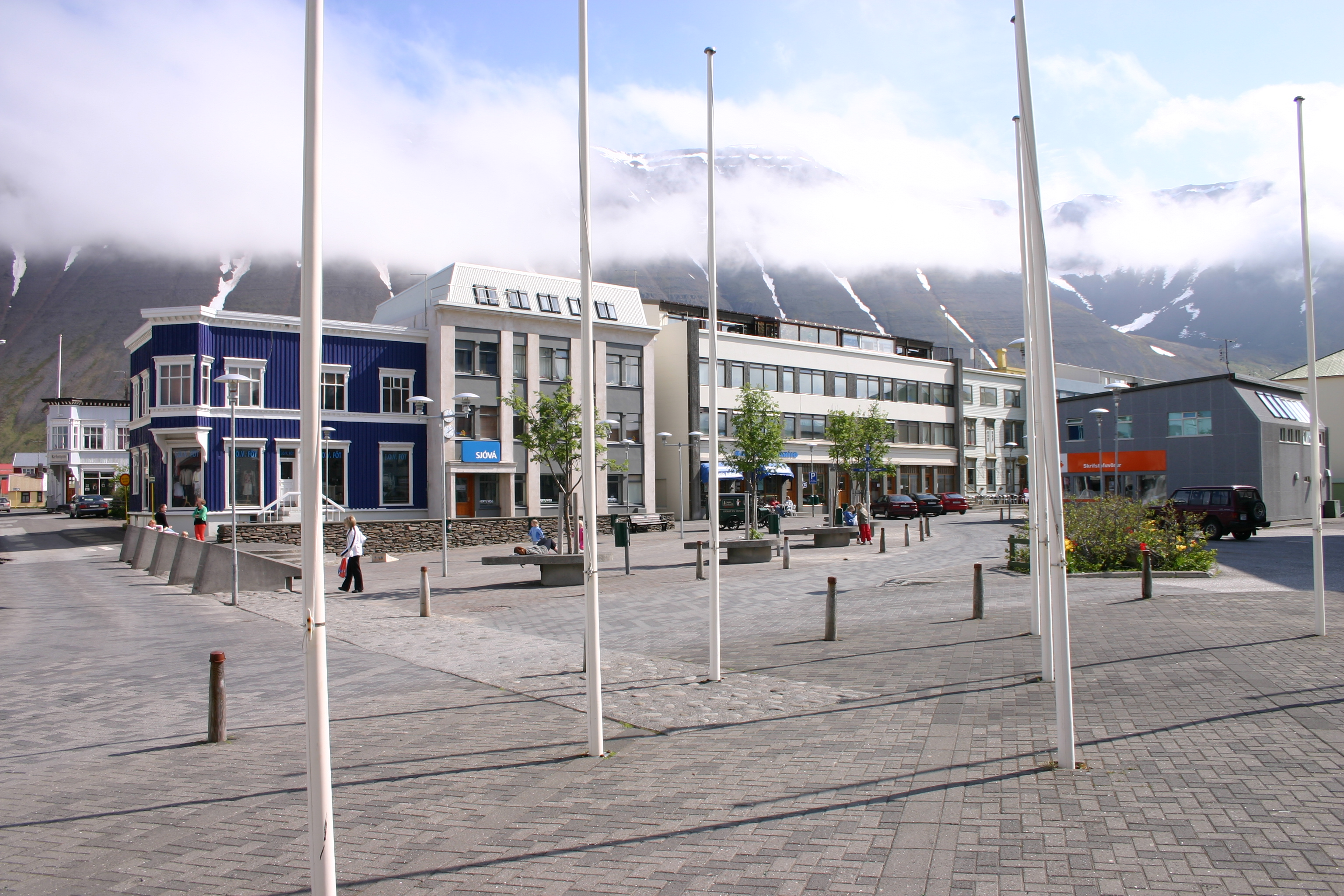
Ísafjörður.
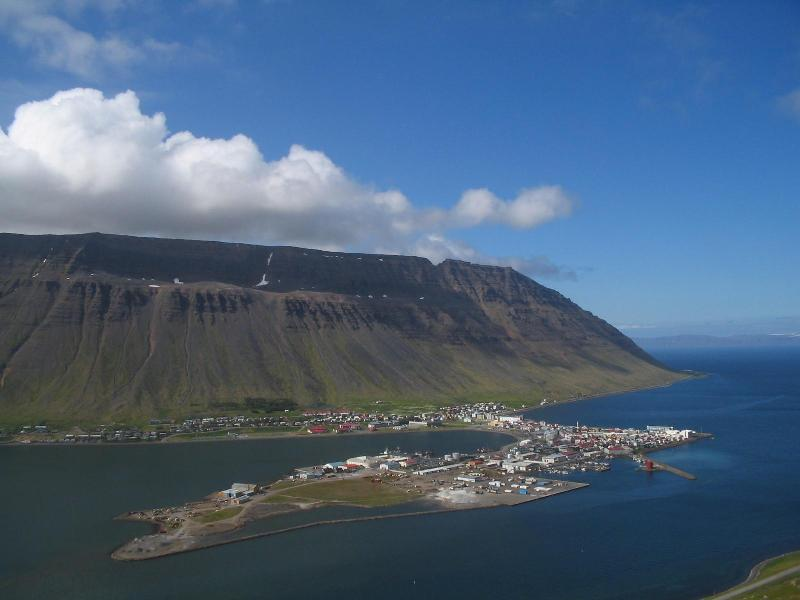
Vue aérienne d'Ísafjörður.
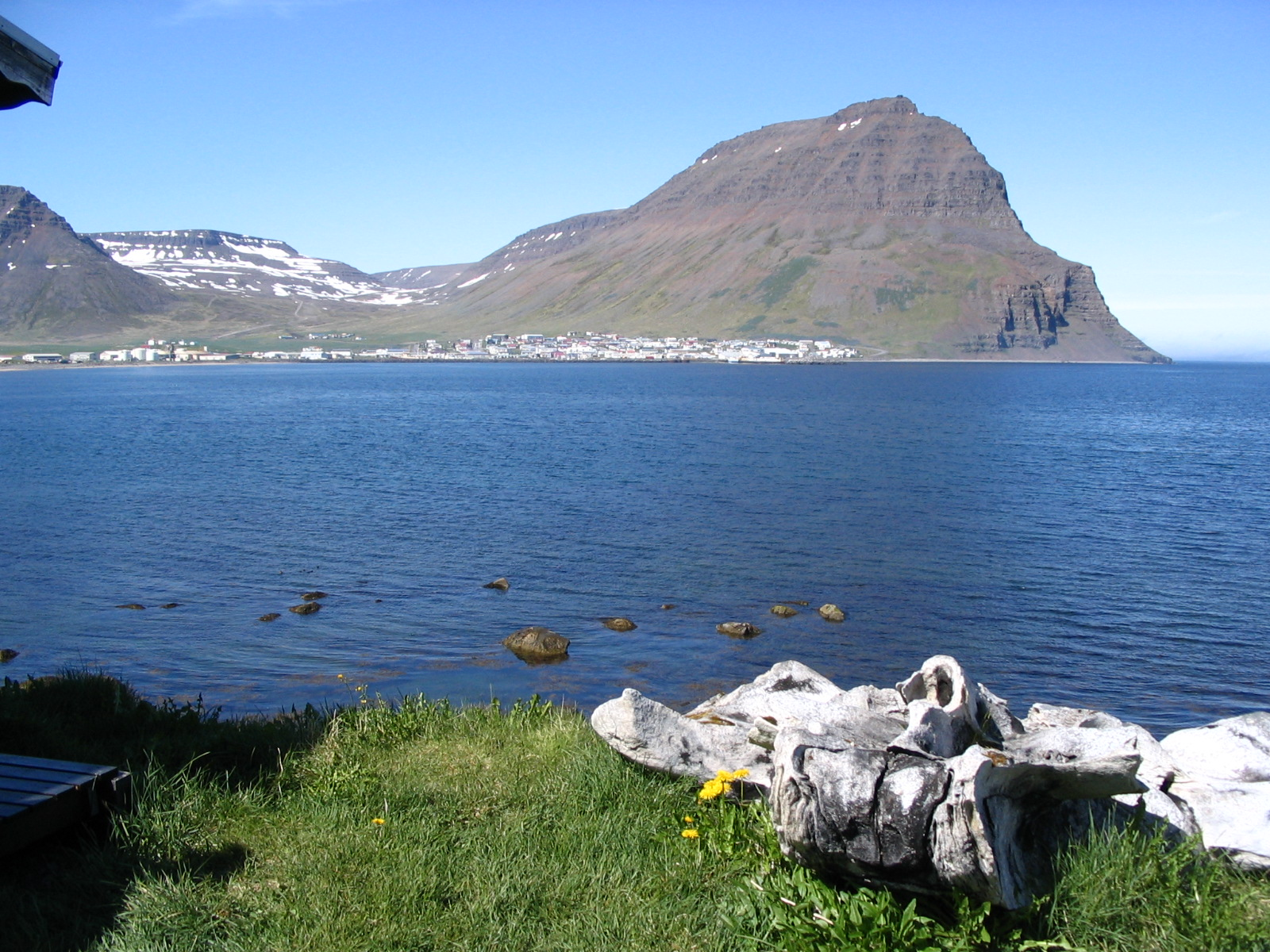
Bolungarvík.
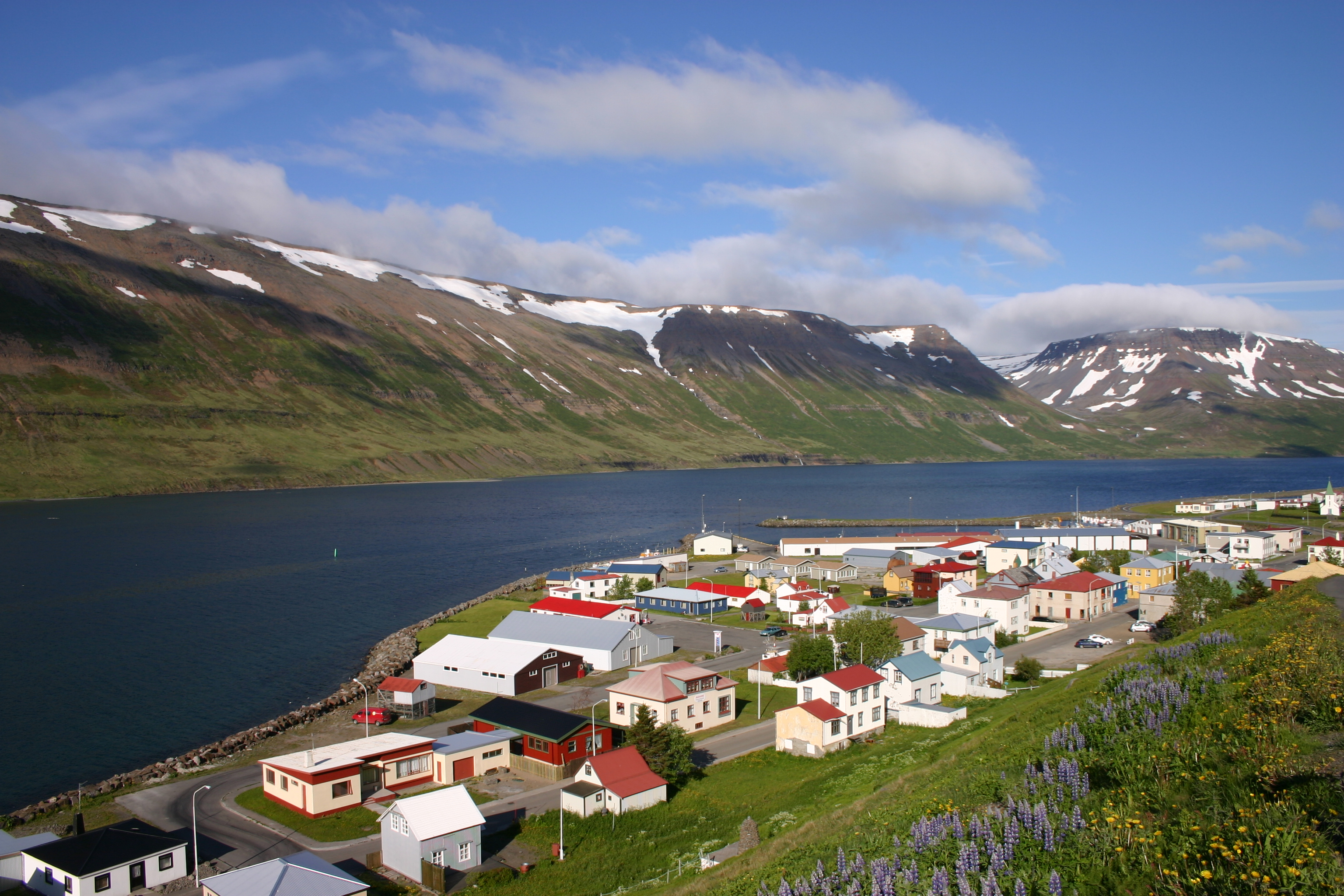
Suðureyri.
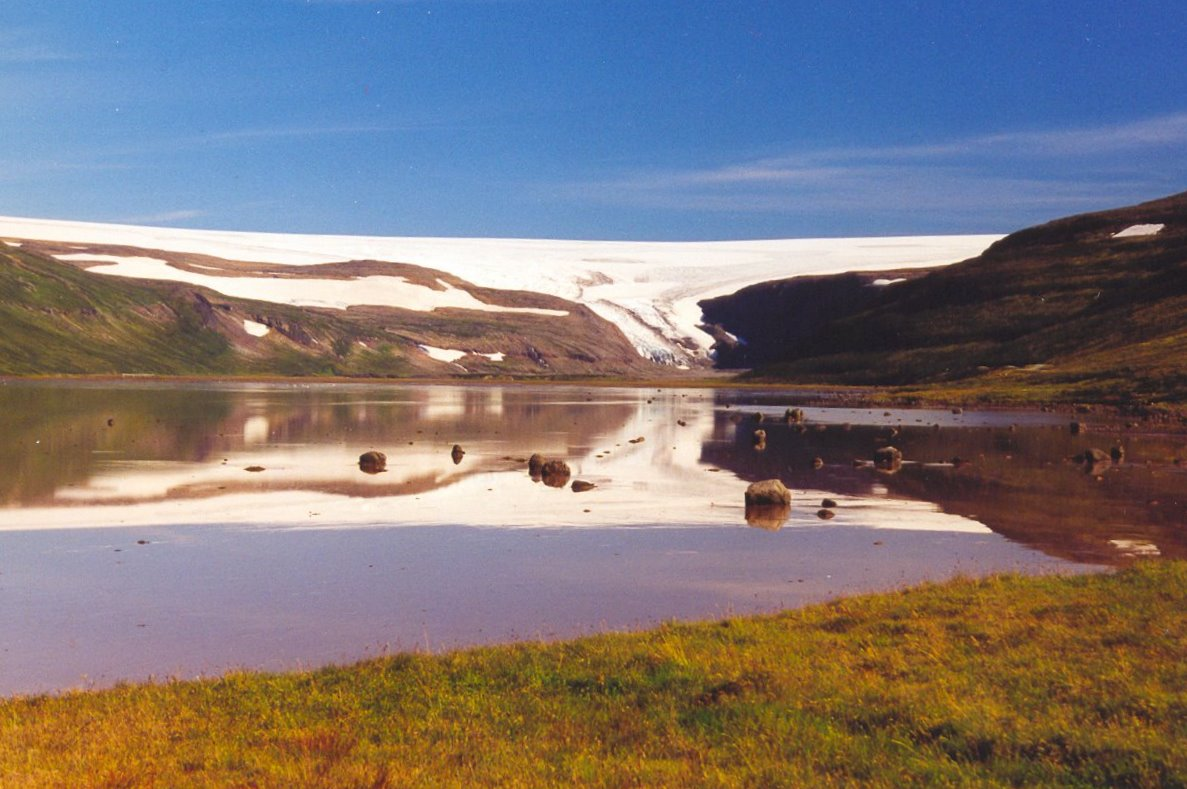
Le Drangajökull.
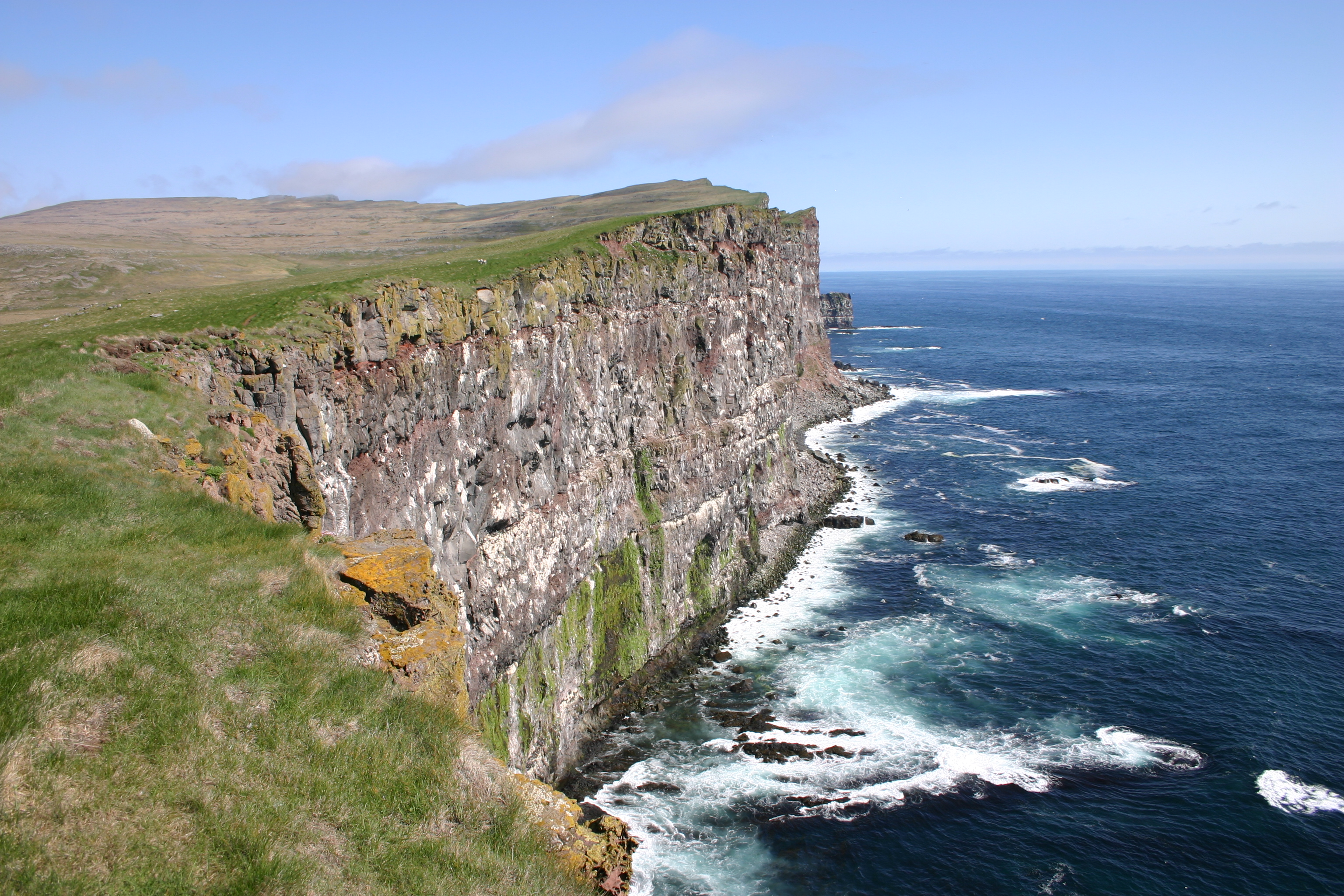
Les falaises de Látrabjarg.
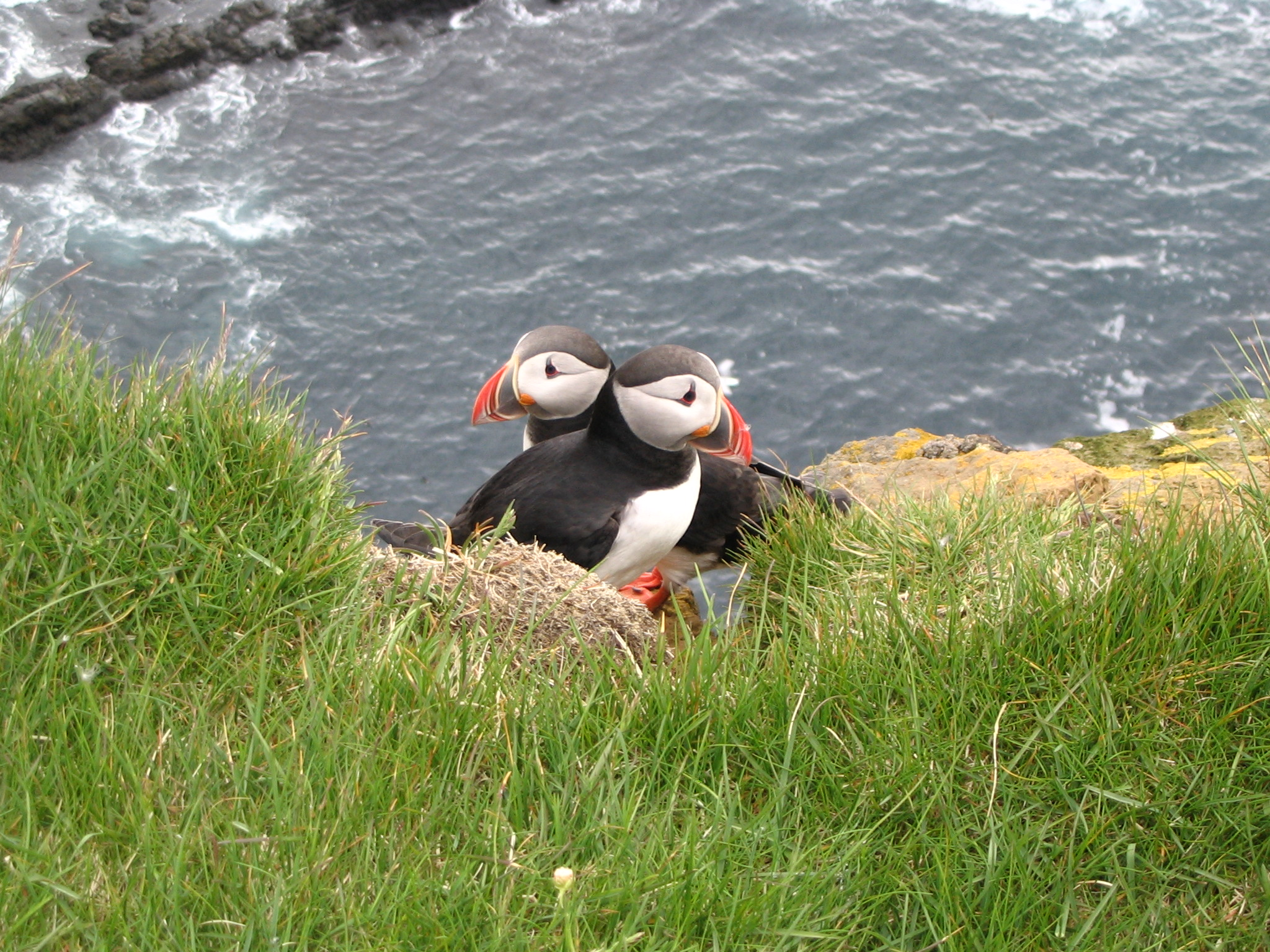
Macareux moines à Látrabjarg.
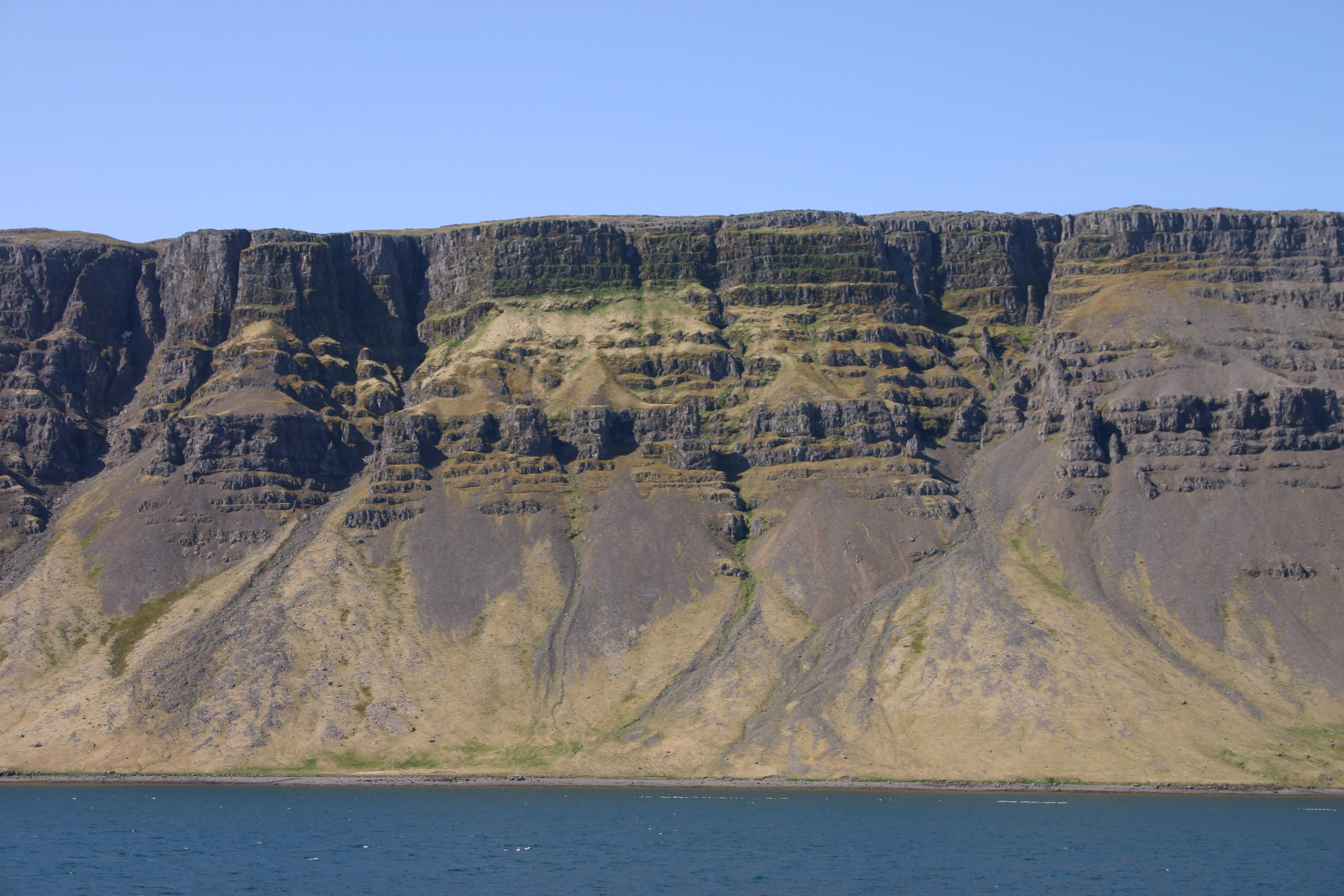
Une falaise.
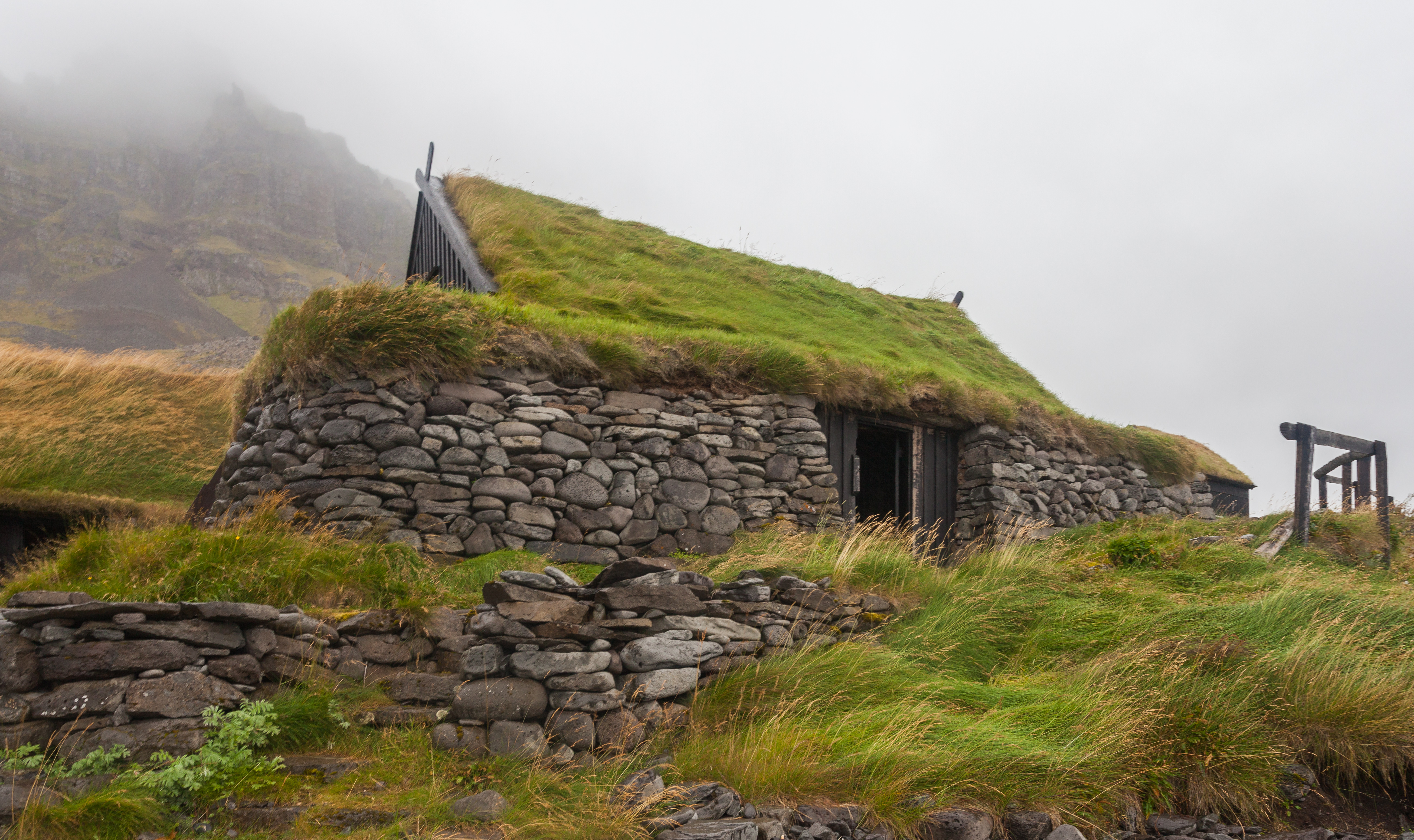
Musée maritime Ósvör, Bolungarvík.
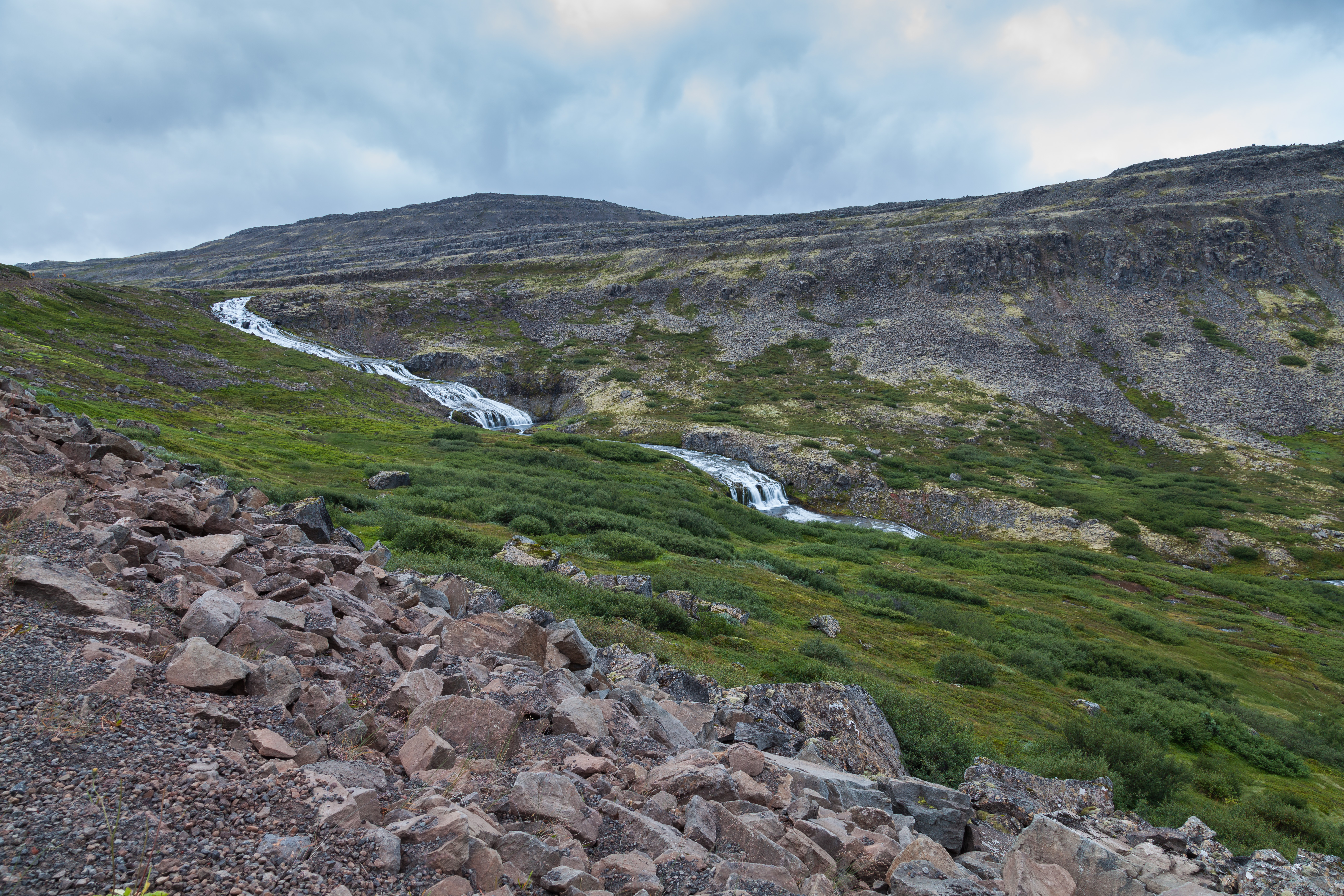
Rivière Dynjandisá.
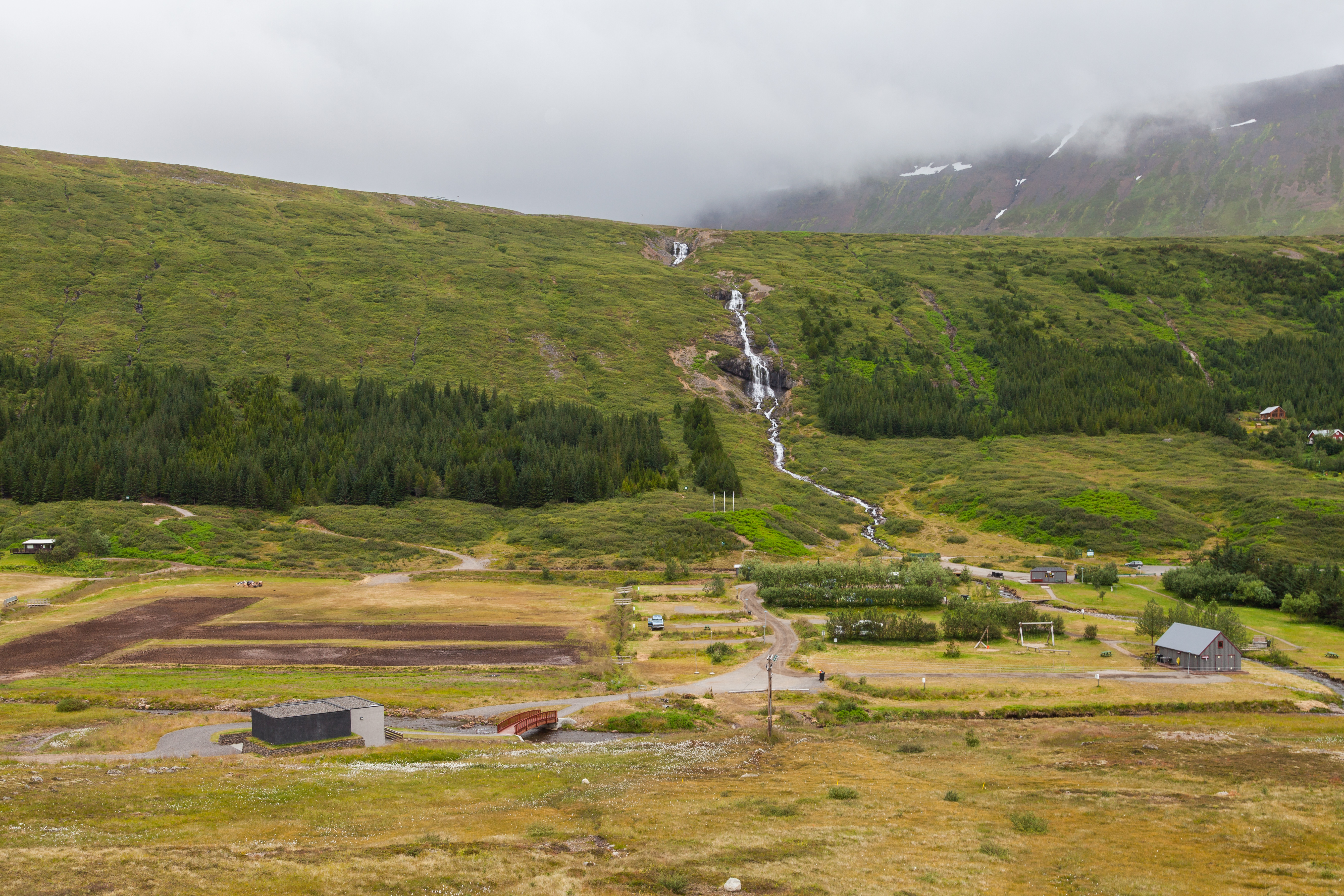
Ísafjörður.